# 21632 Suwanasri
21632 Suwanasri è un asteroide della fascia principale. Scoperto nel 1999, presenta un'orbita caratterizzata da un semiasse maggiore pari a 2,3837264 UA e da un'eccentricità di 0,2811327, inclinata di 5,91869° rispetto all'eclittica.